# لانغوايفان (أنغلزي)

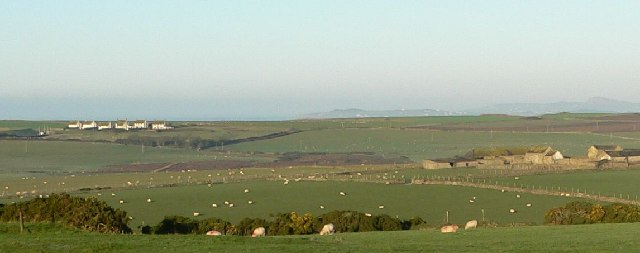

لانغوايفان (بالإنجليزية: Llangwyfan, Aberffraw)‏ هي منطقة سكنية تقع في ويلز في أنغلزي.